# 劉蕡
刘蕡（？—842年），字去华，幽州昌平县（今北京市昌平区）人，唐朝官员、政论家。宝历二年进士，博学而善作文，耿介嫉恶，因在“贤良方正”科举考试时所作的一篇秉笔直书的策论而知名。最终因宦官诬害而贬为柳州司户参军，客死异乡。

## 生平
唐敬宗宝历二年（826年），通过了朝廷舉辦的进士考试。
唐文宗太和二年（828年），朝廷举行选拔官员的考试，刘蕡在试卷中激烈地批评当时宦官专权的现象，指责他们擅自废立皇帝，干预朝政，危害天下，劝皇帝诛灭他们。考官冯宿、贾餗、庞严等人贊嘆此文，但惧怕宦官的权势，不敢录取。此事在当时引起很大的反响，舆论普遍同情刘蕡，认为他道出了大家的心声，理应在考试中胜出。在同一次考试中被录取的李郃甚至向皇帝申请将授予自己的官职改授刘蕡，结果当然不了了之。后来，令狐楚、牛僧孺在地方执政时都征召他为幕僚，对他非常尊重。最终，刘蕡还是受到宦官的迫害，贬为柳州司户参军，在乡间劝农坠马身亡，客死他乡。
唐昭宗天復二年（902年），追赠为左谏议大夫。

## 评价
- 《旧唐书·刘蕡传》：“好谈王霸大略，耿介嫉恶，言及世务，慨然有澄清之志。”
- 李商隐《哭刘蕡》：“上帝深宫闭九阍，巫咸不下问衔冤。黄陵别後春涛隔，湓浦书来秋雨翻。只有安仁能作诔，何曾宋玉解招魂。平生风义兼师友，不敢同君哭寝门。”
- 刘克庄《刘蕡》：“貂珰窃大柄，韦布献孤忠。榜出惟风汉，无名在选中。”
- 毛泽东《七绝·刘蕡》：“千载长天起大云，中唐俊伟有刘蕡。孤鸿铩羽悲鸣镝，万马齐喑叫一声。”

## 后世纪念
今刘蕡墓位于广西壮族自治区柳州市郊西鵝鄉山頭村龍興屯田野中，2009年公布为广西壮族自治区文物保护单位。

## 延伸阅读
[在维基数据编辑]
 在维基文库阅读此作者作品
 《舊唐書·卷190下》，出自刘昫《舊唐書》
 《新唐書/卷178》，出自《新唐書》